# (1998) Titius
(1998) Titius est un astéroïde de la ceinture principale. Il a été ainsi baptisé en hommage à Johann Daniel Titius, (1729-1796), astronome allemand.